# يحيى بن أبي كثير
يحيى بن صالح بن المتوكل الطائي المعروف بـ يحيى بن أبي كثير، تابعي فقيه ومُحدث من صغار التابعين ورتبته عند ابن حجر العسقلاني "ثقة ثبت لكنه يدلس ويرسل، توفي في عام 129 هـ، وقيل 132 هـ. روى له الجماعة.

## سيرته
كان من أصحاب العبادة، أقام بالمدينة عشر سنين، توفي سنة تسع وعشرين ومائة وبعضهم نقل أنه بقي إلى سنة اثنتين وثلاثين ومائة، ضربه أحد الولاة لكلامه عن ظلمه، ومن أقواله: «لا يُستطاع العلم براحة الجسد»، و «إذا رأيت المبتدع في طريق، فخذ في غيره».

## روايته للحديث النبوي
- روى عن: أبي أمامة الباهلي، ولكنه مرسل، وعن أنس بن مالك في سنن النسائي، وعن أبي سلمة بن عبد الرحمن، وعبد الله بن أبي قتادة، وأبي قلابة الجرمي، وبعجة بن عبد الله الجهني، وعمران بن حطان، وهلال بن أبي ميمونة، وجابر بن عبد الله بن عمرو بن حرام مرسلًا، ودينار، والسائب بن يزيد، وضمضم بن جوس، وعقبة بن عبد الله الغافر، وعبيد الله بن مقسم، وعكرمة البربري، وحية بن حابس، ونافع مولى ابن عمر، ومحمد بن إبراهيم التيمي، وأبي سلام الحبشي، والأوزاعي، والمنذر بن مالك، وهو تلميذه.
- روى عنه: ابنه عبد الله، ومعمر بن راشد، والأوزاعي، وهشام بن أبي عبد الله، وحرب بن شداد، وعكرمة بن عمار، وشيبان النحوي، وهمام بن يحيى، وأبان بن يزيد، وأيوب بن عتبة، ومحمد بن جابر بن سيار، وأيوب بن النجاد، وجرير بن حازم، وسليمان بن أرقم، وأبو عامر الخزاز، وعمران القطان، وعلي بن المبارك، وأبو إسماعيل القناد.[1]
- الجرح والتعديل: قال أبو حاتم الرازي: «هو إمام لا يروي إلا عن ثقة، وقد نالته محنة، وضرب لكلامه في ولاة الجور.»، وقال أبوب: «ما بقي على وجه الأرض مثل يحيى بن أبي كثير»، قال عَبْد الرَّحْمَنِ بْن الحكم بْن بشير بْن سلمان: «كَانَ شُعْبَة يقدم يَحْيَى بْن أَبِي كَثِير على الزُّهْرِيّ». وقال ابن حجر العسقلاني: «ثقة ثبت لكنه يدلس ويرسل، وقد احتمل الأئمة تدليسه لإمامته، وقال مرة: أحد الأئمة الأثبات الثقات المكثرين كثير الإرسال والتدليس والتحديث من الصحف لم يسمع من أحد من الصحابة ورأى أنسًا ولم يسمع منه واحتج به الأئمة»[2]

## وصلات خارجية
- كتاب شرح علل الترمذي، ابن رجب الحنبلي، أصحاب يحيى بن أبي كث، جـ 2، صـ 677.